# Ouj (Ukraine du nord)
Ne pas confondre avec l'autre rivière d'Ukraine appelée Ouj.
La rivière Ouj (en ukrainien : Уж) est un cours d'eau du nord de l'Ukraine et un affluent droit de la rivière Pripiat, qui se jette dans le réservoir de Kiev.

## Géographie
Elle prend sa source dans l'oblast de Jytomyr et coule brièvement près du delta de la Bérézina. Le cours de l'Ouj s'approche ensuite de la ville de Tchernobyl (oblast de Kiev) et se jette dans la Pripiat à la hauteur du réservoir de Kiev. L'Ouj est longue de 256 km et draine un bassin de 8 080 km2. En hiver l'Ouj est gelée jusqu'à fin mars. 
La ville de Korosten (oblast de Jytomyr) est arrosée par l'Ouj.